# Grande mosquée du 1er-Novembre-1954
La Grande Mosquée 1er novembre 1954 (en arabe : مسجد أول نوفمبر 1954), considérée comme étant parmi les plus grandes mosquées d'Algérie et la troisième en Afrique, se situe au sein de la ville de Batna, sur la route de Biskra. Cet imposant édifice religieux est ouvert aux fidèles depuis 2003 et figure parmi les grandes réalisations architecturales de la ville.

## Histoire

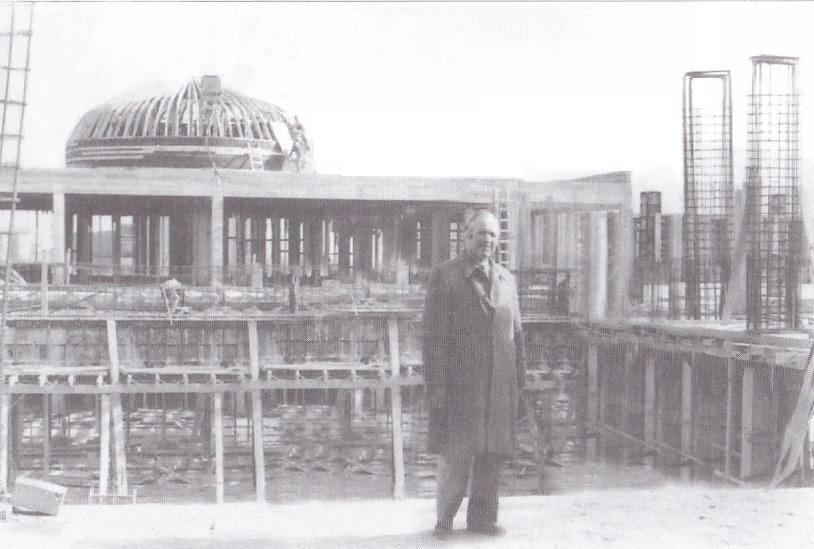
Hadj Lakhdhar promoteur de l'université des sciences islamique et de la mosquée 1er novembre de Batna

L’idée de construire une mosquée de grande envergure à Batna remonte au 3 juillet 1980, le chantier commence en 1982. Ce projet a été principalement porté par plusieurs personnalités de la ville dont la plus connue est le défunt commandant de la wilaya I : le colonel Mohamed Tahar Abidi (Hadj Lakhdar), mais aussi des combattants comme Cheick Belgouil, Derghal Abdeldjabbar. Elle a été bâtie sur un site de 42 200 m2 qui fut, avant l’indépendance, un aérodrome militaire de l’armée française.

## Description
La mosquée est la destination favorite des fidèles qui viennent des quatre coins de la ville de Batna, notamment à l’occasion du ramadan et de la prière du vendredi (jour saint de l'islam). Elle peut accueillir jusqu’à 30 000 personnes.
En plus de l'administration de l'association religieuse, l'édifice de la mosquée comprend deux salles de prières distinctes, pour femmes et pour hommes, une faculté des sciences sociales et islamiques pouvant accueillir près de 3 100 étudiants, un grand auditorium, une bibliothèque, un conseil de la fatwa, une école coranique et une structure d’impression et d’édition.
L’architecture est inspirée des fresques islamiques d'un style mauresque mais possède une touche propre à la région des Aurès qui lui donne un caractère typiquement chaoui.
L'intérieur est décoré de superbes arabesques et de versets coraniques réalisés en bas-relief et d'ornements géométriques et de calligraphies qui également ornent les deux immenses coupoles surmontant la salle principale de prière,.
La mosquée possède deux minarets de 56 mètres de hauteur et son intérieur est décoré d'arabesques et de versets coraniques.
La mosquée comprend deux salles de prière, une pour femmes et une pour hommes. La salle de prière consacrée aux hommes se situe au centre de la mosquée, au rez-de-chaussée, est s'étend sur une surface de 6 000 m2. Celle consacrée aux femmes s'étale sur 2 500 m2 à l'étage supérieur . Les deux salles de prière sont en forme rectangulaire, qui contient 110 fenêtres et 8 grandes portes qui y donnent accès de quatre côtés.
La mosquée repose sur 153 colonnes rondes et, est surplombé de deux grands dômes de 24,66 mètres de diamètre soutenus par 16 grandes colonnes.

## Localisation et aspect général
Située dans la partie centrale de la ville de Batna, au sud-ouest du centre ville. La mosquée est implantée dans la cité An-Nasr (littéralement « cité de la Victoire »)
On peut accéder à la mosquée par son côté sud-est, depuis l’avenue de l’A.N.P. (dite également route de Biskra). Son environnement immédiat est constitué par le jardin du 1er novembre à l’est, par les allées Menasria au nord-ouest, par le parking de la mosquée (pouvant accueillir jusqu'à 700 véhicules) à l’ouest et enfin par la Direction de l’éducation de la commune[Où ?].

## Galerie

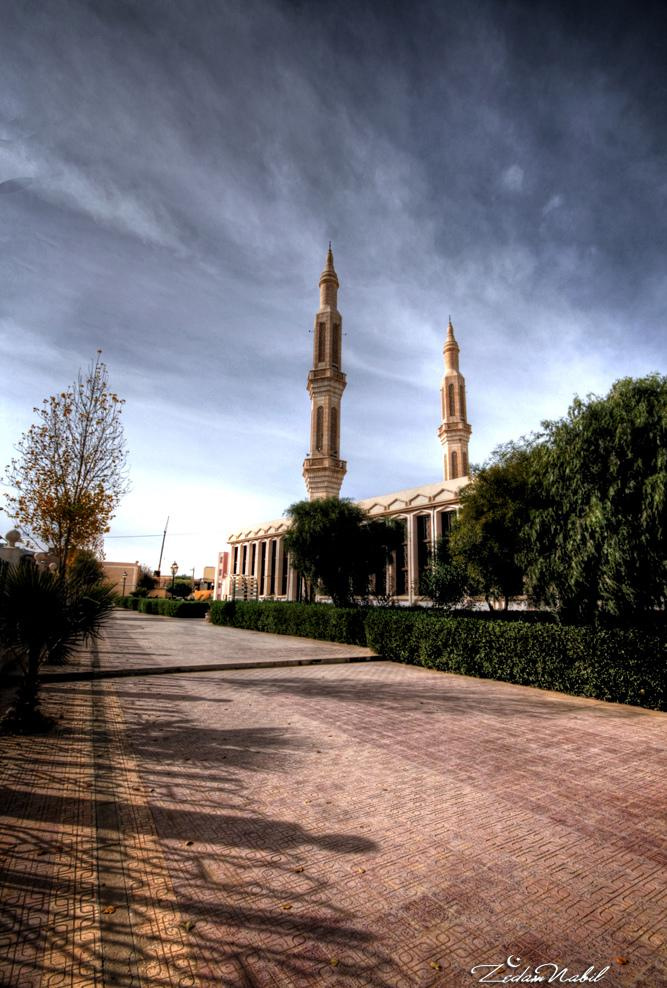
Jardins de la mosquée « 1er novembre ».
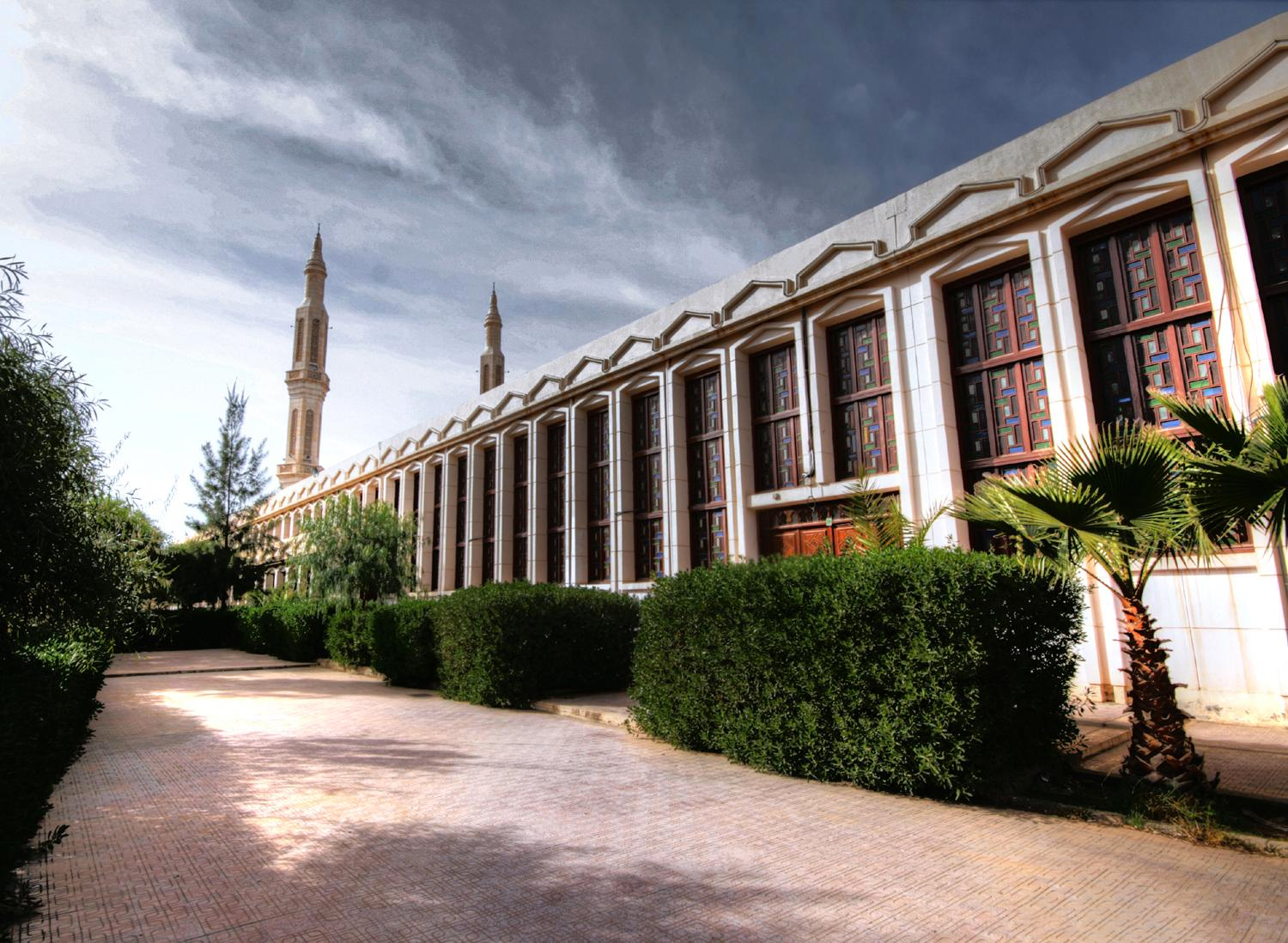
Vue de la mosquée.
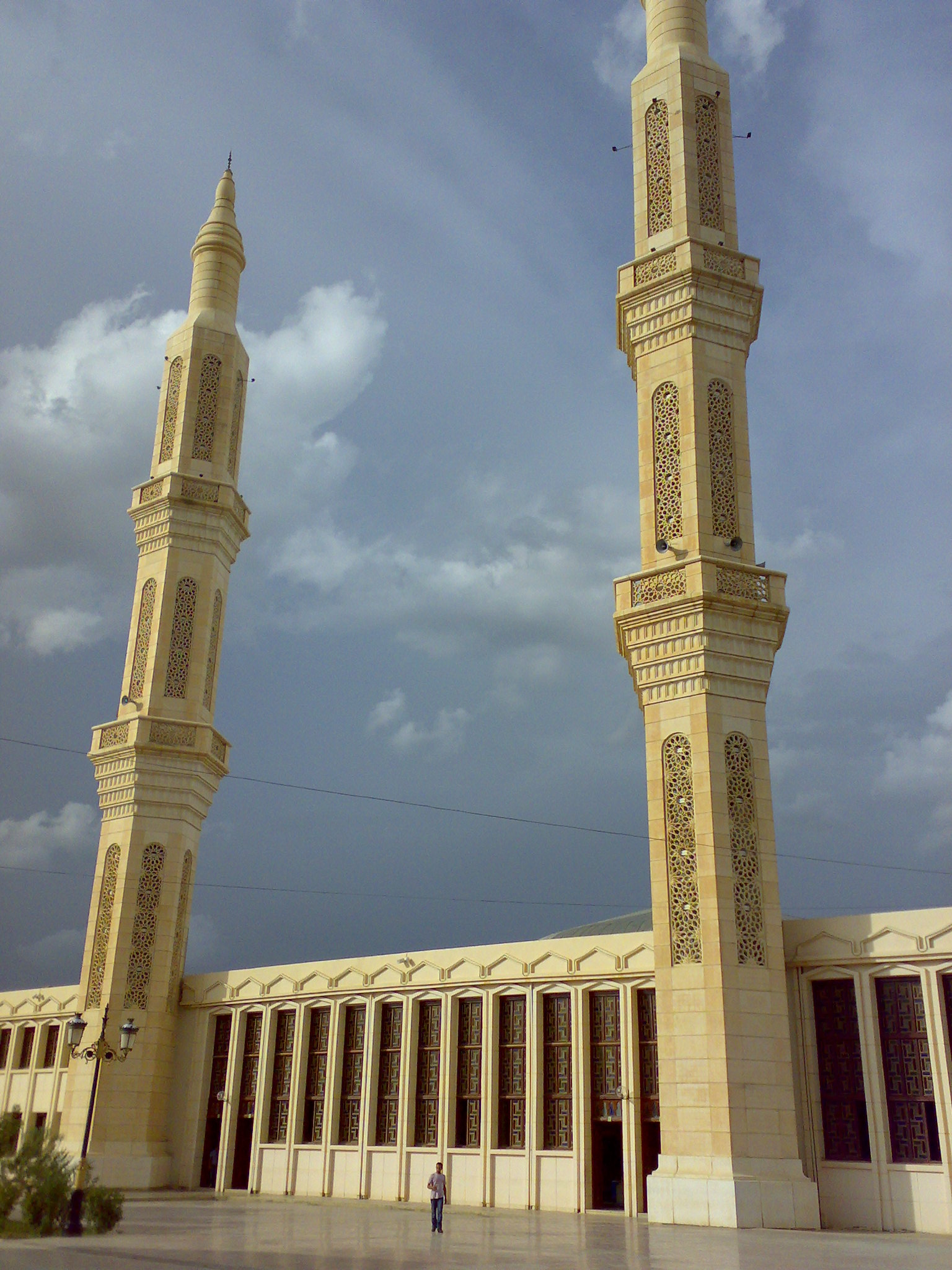
Les deux minarets de la mosquée.
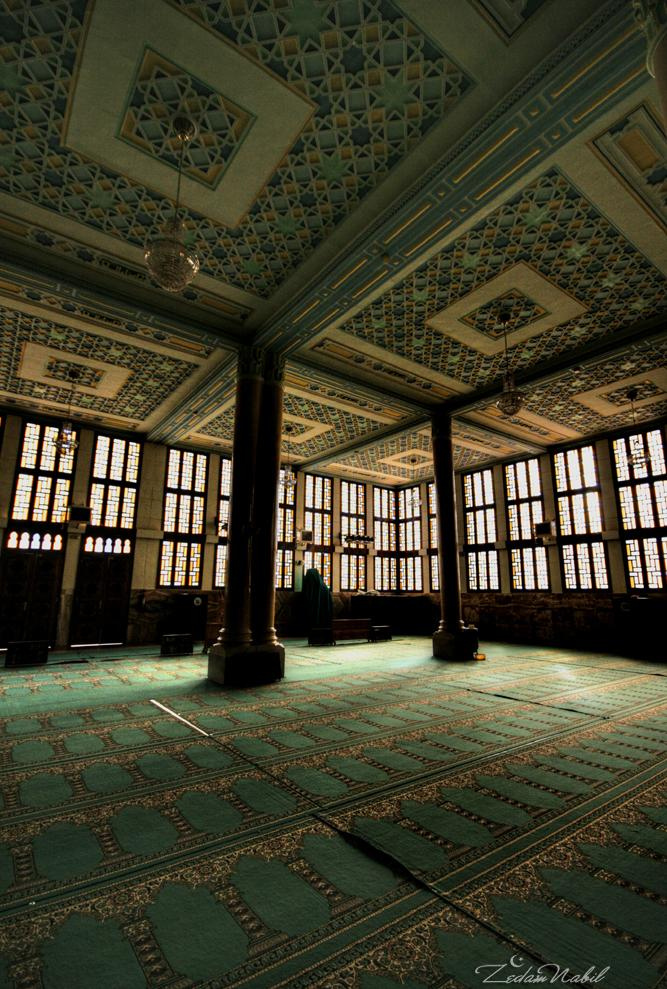
La décoration du plafond de la mosquée.
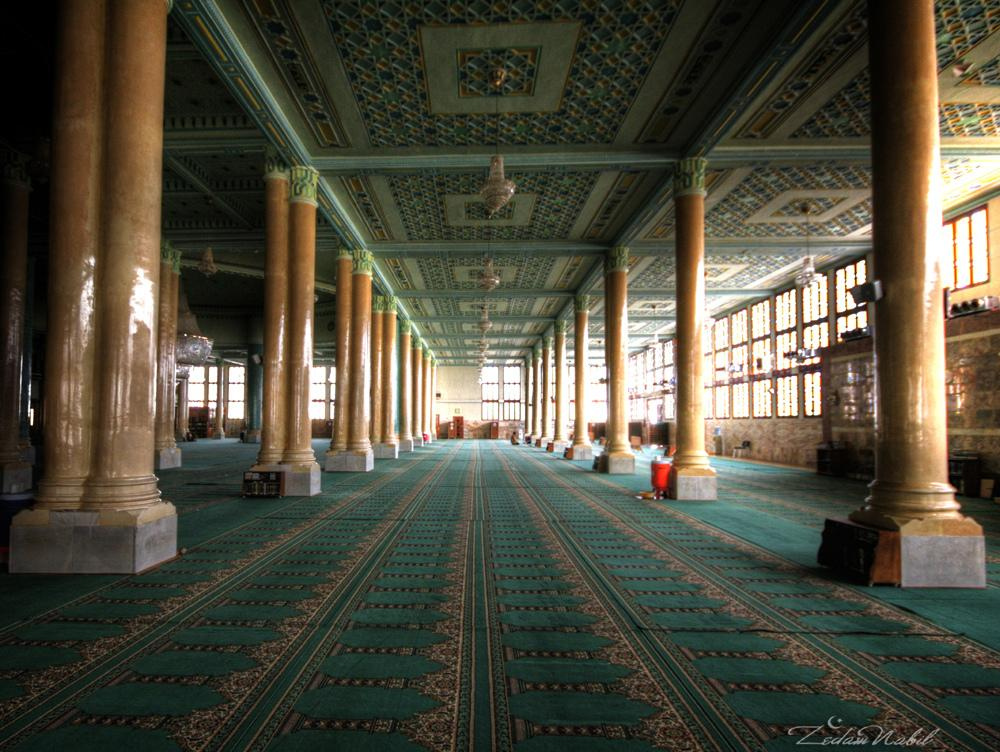
La salle de prière de la mosquée.
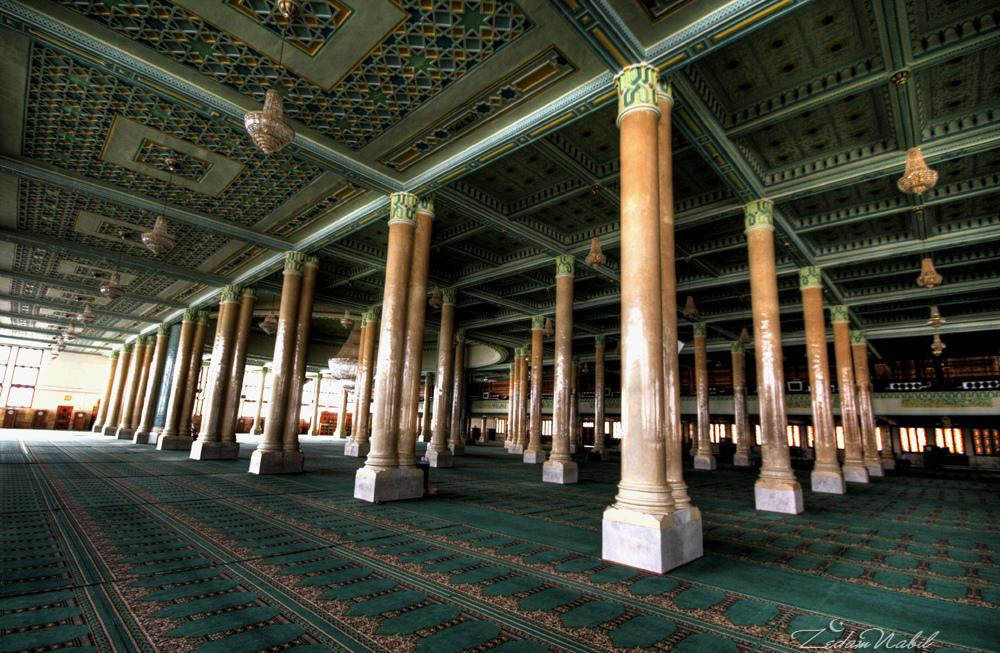
Les colonnes de la mosquée.
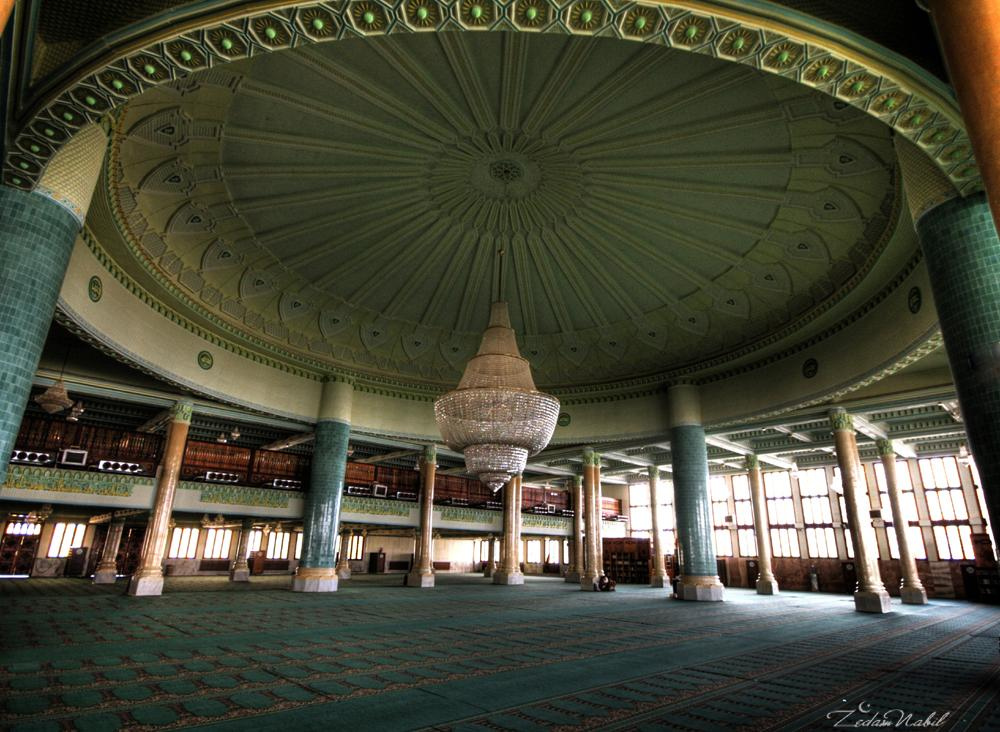
Le dôme de l'intérieur de la mosquée.